# Richard Beauchamp, 13:e earl av Warwick
Richard Beauchamp, 13:e earl av Warwick, född 1382, död 1439, var en bland Henrik V:s främsta medhjälpare i kriget mot Frankrike och från 1437 till sin död styresman över Normandie. Hans son Henry Beauchamp (1423–1445) upphöjdes 1444 till hertig av Warwick. Han slöt ätten på svärdssidan, och hans svåger Richard Neville ärvde 1450 earltiteln.